# Wazemmes
Wazemmes  is een plaats in het Franse departement Nord en een wijk van de stad Rijsel. Wazemmes was een zelfstandige gemeente tot 1858, toen het bij Rijsel werd aangehecht. Wazemmes ligt in het zuidwesten van de stadskern.

## Geschiedenis
Bij opgravingen werden sporen van paalwoningen teruggevonden, die wijzen op bewoning van de plaats op het eind van het neolithicum.
Wazemmes was een dorp, net buiten de muren van de stad Rijsel. Het lag op de rechteroever van de Deule, net stroomopwaarts ten opzichte van Rijsel. De plaats werd later ook een gemeente. Naast het centrum van de parochie telde Wazemmes een aantal wijken. In het noorden lag de Faubourg de la Barre, in het oosten de Faubourg Notre-Dame (Faubourg de Béthune) en nog verder oostwaarts de Faubourg des Malades (Faubourg de Paris).

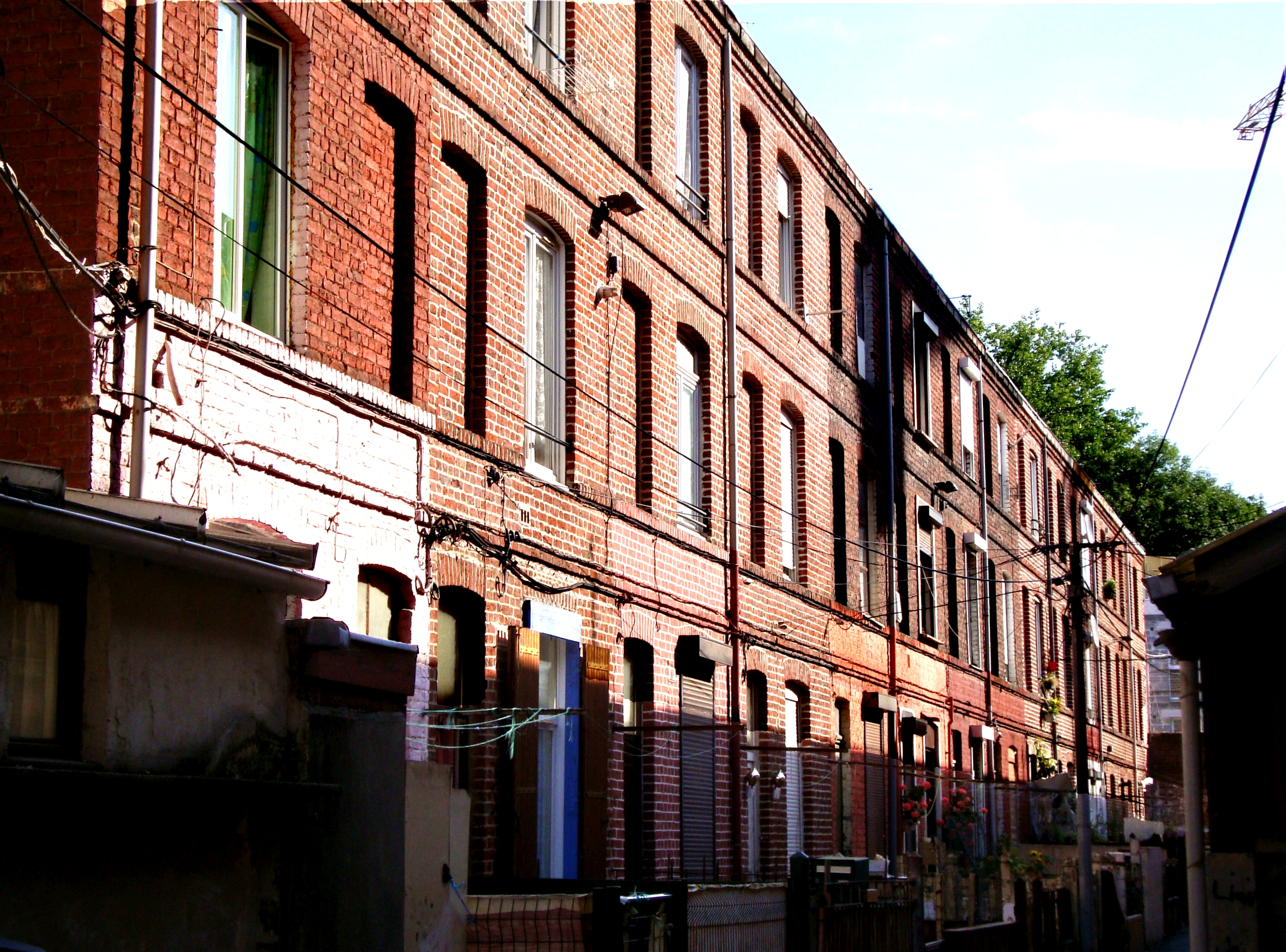
Een "courée"

De zuidelijke omwallingen van Rijsel reikten al tot de Faubourg Notre-Dame, en de gemeente was dan ook een belemmering voor verdere expansie van de stad in deze richting. Door de industriële revolutie van de 19de eeuw vestigden zich hier verscheidene fabrieken. Hier vonden de industriëlen immers de ruimte die in het oude Rijsel ontbrak. Dit zorgde voor een drastische verandering in het voorheen landelijke karakter van de plaats, vooral in de buitenwijken. De bevolking groeide sterk aan. Typisch waren de zogenaamde courées, beluiken voor de arbeiders. De Faubourg de Paris werd in 1833 afgesplitst als zelfstandige gemeente, omwille van zijn grote bevolkingsgroei en de afstand van 1 km tot het centrum van de parochie. Deze nieuwe gemeente werd Moulins-Lille genoemd, naar de vele olieslagerijen die er waren gevestigd.
In 1858, tijdens het Tweede Keizerrijk, werd Wazemmes net als Esquermes, Moulins-Lille en Fives aangehecht bij Rijsel. Het centrum van Wazemmes en de twee buitenwijken werden opgenomen binnen de nieuwe versterkte stadsrand. De gemeente verloor zijn laatste landelijke trekken en veranderde in een slaapstad voor duizenden arbeiders.
Het centrum van Wazemmes werd een wijk in het stadscentrum van Rijsel.

## Bezienswaardigheden
- De Halles de Wazemmes, een markthal uit 1869
- De Église Saint-Pierre Saint-Paul, een neoromaanse kerk uit de jaren 1850, net voor de integratie van Wazemmes in Rijsel.

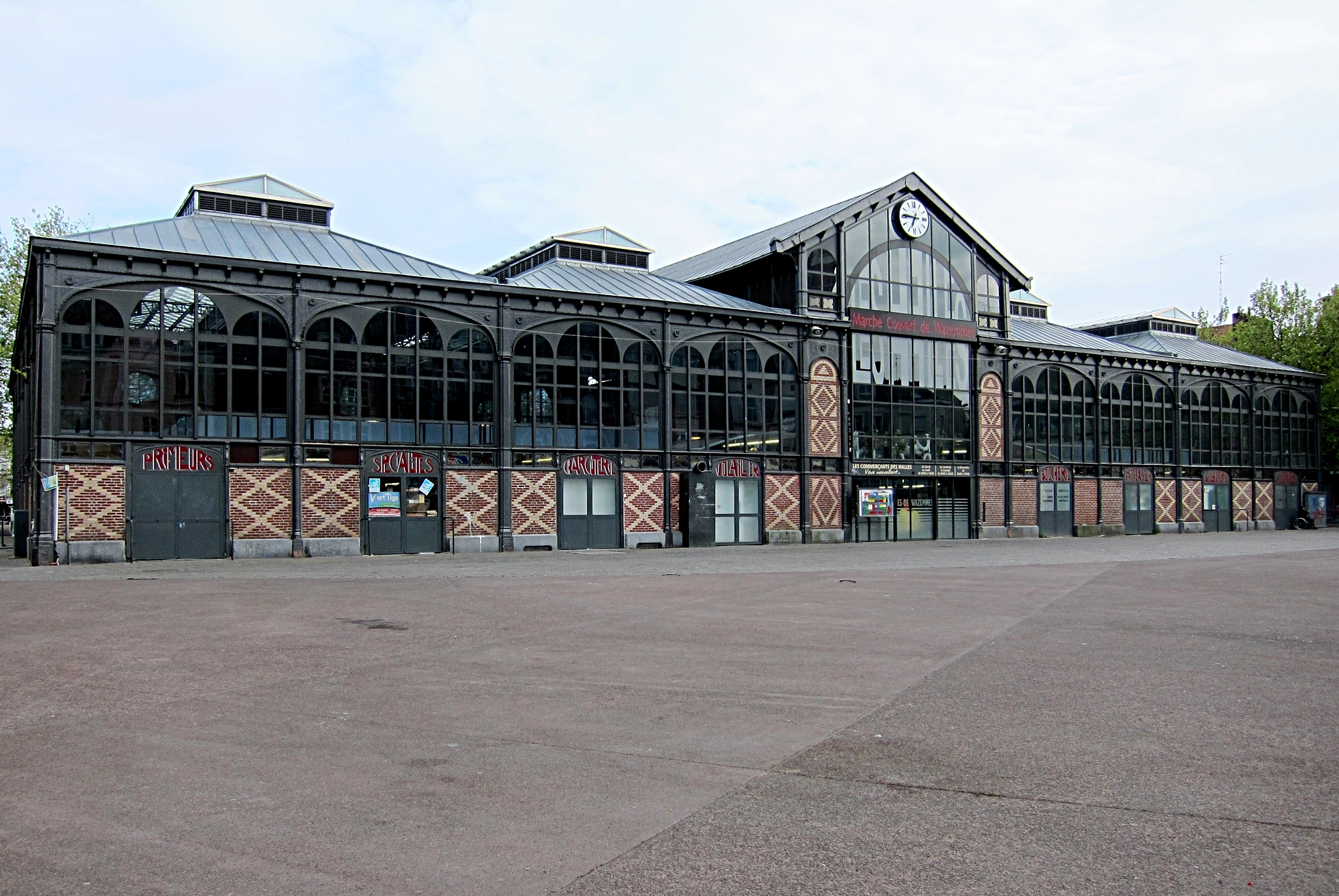
De Halles de Wazemmes
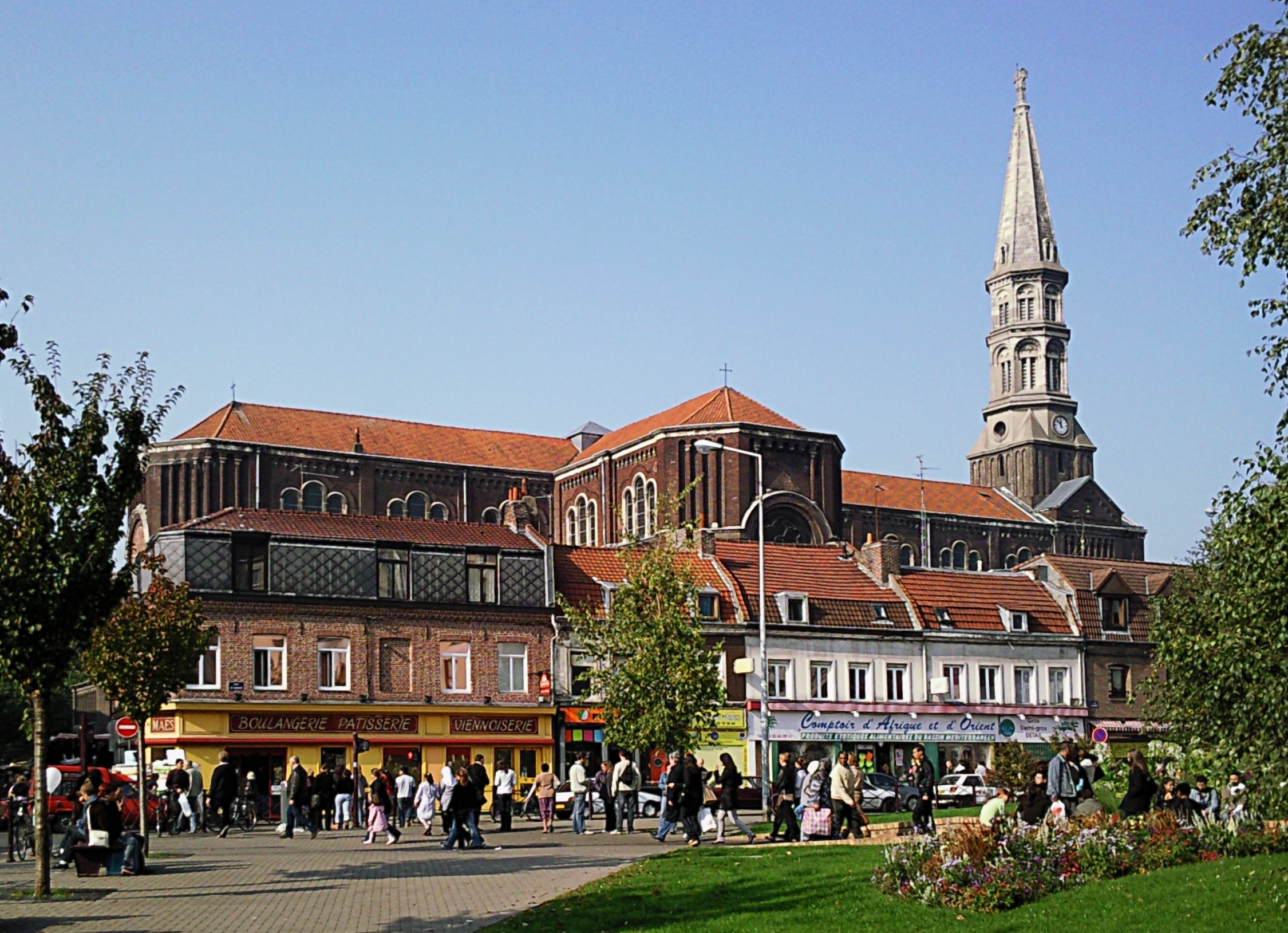
De Église Saint-Pierre Saint-Paul de Lille